# کامبورگ
کامبورگ (به آلمانی: Camburg) یک منطقهٔ مسکونی در آلمان است که در دمبورگ-کامبورگ واقع شده‌است. کامبورگ  ۲٬۸۹۹ نفر جمعیت دارد.